# Юрмаш (приток Туза)
Юрма́ш (баш. Юрмаш) — река в России, протекает по территории Ассинского сельсовета Белорецкого района Башкортостана. Устье реки находится в 2,2 км по правому берегу реки Туз. Длина реки составляет 16 км.
Исток находится возле урочища Яйташъялан на отметке около 450 м над уровнем моря. Вдоль русла, начиная с истока и до урочища Ассинские Кочевки, проходит дорога местного значения на Ассы. На отметке 414 м над уровнем моря принимает приток Шаркраук. Следующий крупный приток — Еланъелга, затем — Кулагыш.

## Данные водного реестра
По данным государственного водного реестра России относится к Камскому бассейновому округу, водохозяйственный участок реки — Сим от истока и до устья, речной подбассейн реки — Белая. Речной бассейн реки — Кама.

Код объекта в государственном водном реестре — 10010200612111100019744.

## Название реки
Название реки, вероятно, происходит от микроэтнонима Юрмаш в составе башкир.